# Paracyclopina sacklerae
Paracyclopina sacklerae is een eenoogkreeftjessoort uit de familie van de Cyclopettidae. De wetenschappelijke naam van de soort is voor het eerst geldig gepubliceerd in 2012 door Boxshall & Jaume.